# Johannes (Jukka) Bärlund
Johannes (Jukka) Bärlund, född 12 december 1870 i Euraåminne, död 22 december 1938 i Helsingfors, var en finländsk försäkringsdirektör som erhöll titeln försäkringsråd. Hans föräldrar var snickaren Johan Bärlund och Justina Kinno.

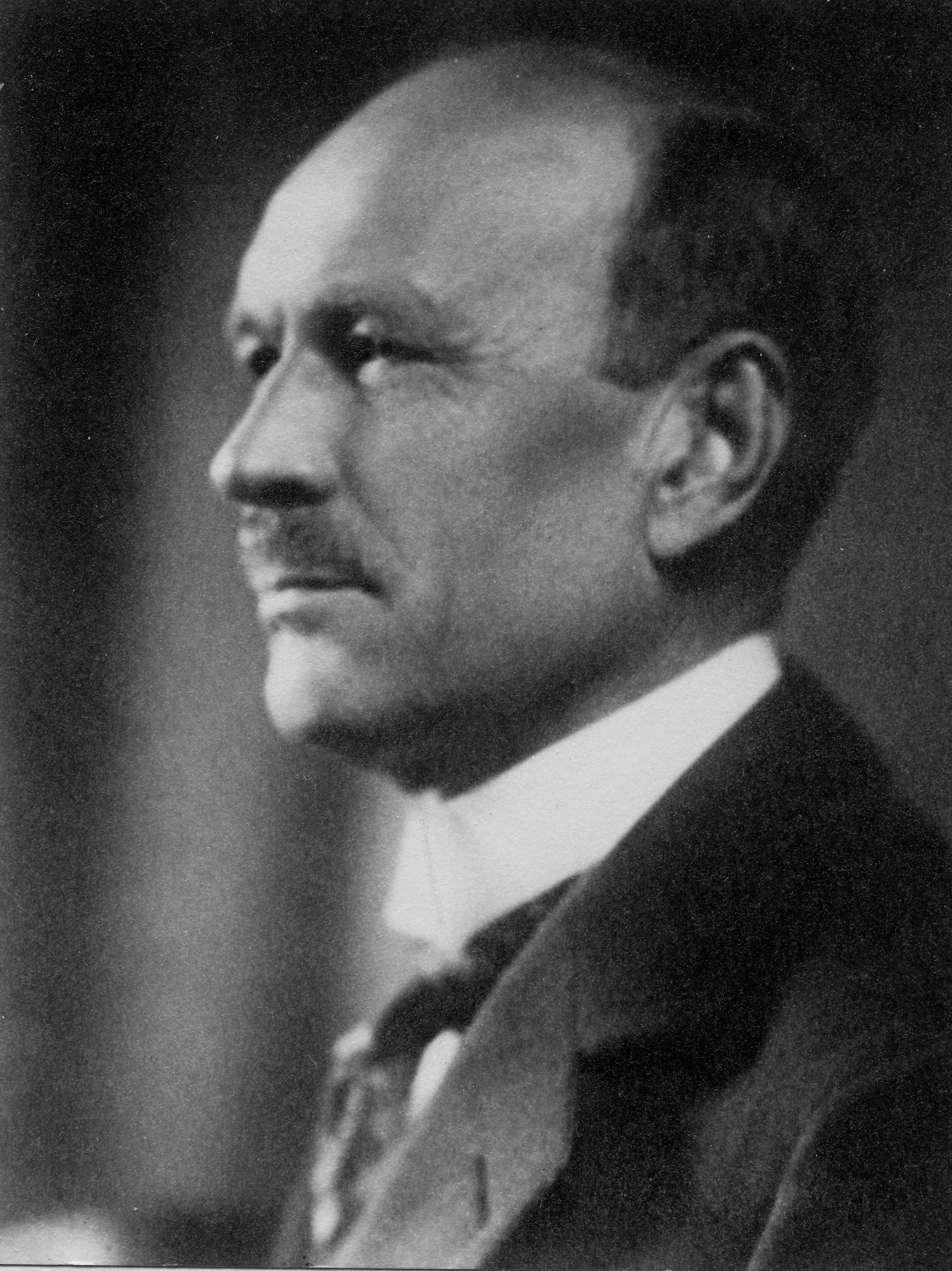
Johannes (Jukka) Bärlund (1870–1938) 1930

Bärlund tog examen vid handelsläroverket Helsingin kauppaoppilaitos i Helsingfors 1894, tog studentexamen 1898, studerade vid Kejserliga Alexanders Universitetet 1898–1902 och i Hamburg 1902. År 1904 gjorde han en studieresa till Förenta staterna.
Han började sin karriär som kontorist och biträdande redaktör vid Rauman Lehti 1888–1892.  Medan han var i Raumo, översatte han två verk, Emily Nonnens Salakuljettajan tytär (1890) och Kertomus pienestä raamatusta ja mitä se matkaansaatti (1892) av en okänd författare. År 1896 publicerades ännu hans översättning av Fredrik Lundgrens Lasten kaunistus – lasten saarna.  Efter de kommersiella studierna arbetade Bärlund som kontorist för brandförsäkringsbolaget Pohjola och återförsäkringsbolaget Osmo från 1894 till 1911 och blev verkställande direktör för brandförsäkringsbolaget Imatra 1911.  År 1911 hade Bärlund varit med och grundat brandförsäkringsbolaget Imatra.
Bärlund var verkställande direktör för Kauppalehti Oy 1907–1910 och ledamot av dess styrelse sedan 1912. Han fungerade som vice ordförande för styrelsen för banken Etelä-Suomen Pankki från 1918 till 1927. Bärlund deltog i utarbetandet av försäkringsbolagslagen som medlem av den kommitté som beredde lagen 1929. Han var också medlem av Helsingfors handelskammare och dess arbetsutskott från 1919 till 1932, ledamot av Finlands försäkringsförenings styrelse sedan 1925, grundande medlem och ledamot i Suomen Liikemies-Yhdistys styrelse. Bärlund utsågs till hedersmedlem i denna förening 1921. Bärlund verkade också som medlem av centralutskottet för i Suomen liikeapulais-yhdistys 1899–1906 och sekreterare 1899–1900 och kallades senare till hedersmedlem.
Bärlund arbetade som journalist för Kauppalehti 1901–1911 och som chefredaktör 1901–1907 och 1910–1911. Han var ansvarig utgivare av Kauppalehti mellan 1903 och 1911. Från 1906 till 1911 arbetade han också som journalist för och ansvarig utgivare av Vakuutussanomat.  Bärlund var medlem i samlingspartiet.  Han fick titeln försäkringsråd 1936.  
Efter studieresan till USA 1904 etablerade Bärlund och hans affärspartner Albert Petrelius handelshuset Petrelius & Bärlund. I slutet av 1906 innehöll Kauppalehti en liten annons av Petrelius & Bärlund (i översättning): ”Petrelius & Bärlund, Helsingfors, Aleksandersgatan 44, importerar direkt från Amerika de senaste räkne- och skriv- etc. maskinerna för kontor. Urvalet har gjorts på plats i tillverkningslandet och de mest praktiska och senaste modellerna har valts ut. ” Handelshuset fungerade i ett tiotal år.